# 陳大六
陳 大六（ちん だいろく、Chén Dàliù、? - 1868年）は、清末のトン族の蜂起の指導者。
貴州省天柱出身。姜映芳の指導するトン族の蜂起に参加し、天柱県城を占領した。1862年5月には龍海寛とともに湖南省に進撃し、青渓（現在の鎮遠県）を占領して、貴州省に入る湘軍の補給路を断った。さらに玉屏で清軍3千人を破って東進を続けたが、8月に天柱が陥落し姜映芳が殺害されたため、余党を率いて抵抗を続けた。陳大六は江口屯に根拠地を置き、張秀眉率いるミャオ族蜂起軍と連合した。1864年には再び天柱を攻略し、湖南省に入って清軍を破った。1866年、席宝田率いる湘軍2万人が貴州省に入り、江口屯を攻撃した。張秀眉からの援軍も遮られて江口屯は孤立し、1868年に陥落した。このとき1万人余りが殺害されたという。